# Rottboellia
Rottboellia is een geslacht uit de grassenfamilie (Poaceae). Het geslacht is vernoemd ter ere van Christen Friis Rottbøll door Carl Linnaeus de Jongere. De soorten van dit geslacht komen voor in Afrika, gematigd Azië, tropisch Azië, Australazië, Oceanië, Noord-Amerika en Zuid-Amerika.

## Soorten
Van het geslacht zijn de volgende soorten bekend: 
- Rottboellia acuminata
- Rottboellia adscendens
- Rottboellia afraurita
- Rottboellia afzelii
- Rottboellia agropyroides
- Rottboellia altissima
- Rottboellia anceps
- Rottboellia angolensis
- Rottboellia anthephoroides
- Rottboellia arabica
- Rottboellia articulata
- Rottboellia arundinacea
- Rottboellia aurita
- Rottboellia balansae
- Rottboellia barbata
- Rottboellia beyreichii
- Rottboellia biflora
- Rottboellia bovonei
- Rottboellia brevis
- Rottboellia caespitosa
- Rottboellia campestris
- Rottboellia cancellata
- Rottboellia caudata
- Rottboellia ciliaris
- Rottboellia ciliata
- Rottboellia cilindrica
- Rottboellia clarkei
- Rottboellia cochinchinensis
- Rottboellia coelorachis
- Rottboellia complanata
- Rottboellia compressa
- Rottboellia conchinchinensis
- Rottboellia corrugata
- Rottboellia corymbosa
- Rottboellia cylindrica
- Rottboellia cymbachne
- Rottboellia denudata
- Rottboellia digitata
- Rottboellia dimidiata
- Rottboellia divergens
- Rottboellia diversiflora
- Rottboellia elegans
- Rottboellia elegantissima
- Rottboellia erecta
- Rottboellia exaltata
- Rottboellia fasciculata
- Rottboellia filifolia
- Rottboellia filiformis
- Rottboellia foliata
- Rottboellia foliosa
- Rottboellia formosa
- Rottboellia foveolata
- Rottboellia gabonensis
- Rottboellia geminata
- Rottboellia gibbosa
- Rottboellia glabra
- Rottboellia glabrata
- Rottboellia glandulosa
- Rottboellia glauca
- Rottboellia goalparensis
- Rottboellia gracilis
- Rottboellia gracillima
- Rottboellia granularis
- Rottboellia gymnorrhiza
- Rottboellia hamiltoni
- Rottboellia helferi
- Rottboellia heterochroa
- Rottboellia hirsuta
- Rottboellia hispida
- Rottboellia hordeoides
- Rottboellia huillensis
- Rottboellia impressa
- Rottboellia incurva
- Rottboellia incurvata
- Rottboellia inermis
- Rottboellia japonica
- Rottboellia kerstingii
- Rottboellia khasiana
- Rottboellia laevis
- Rottboellia laevispica
- Rottboellia latifolia
- Rottboellia lepidura
- Rottboellia loliacea
- Rottboellia longiflora
- Rottboellia loricata
- Rottboellia maitlandii
- Rottboellia merguensis
- Rottboellia mollicoma
- Rottboellia monandra
- Rottboellia monostachya
- Rottboellia muricata
- Rottboellia myurus
- Rottboellia nigrescens
- Rottboellia ocreata
- Rottboellia ophiuroides
- Rottboellia paleacea
- Rottboellia paniculata
- Rottboellia pannonica
- Rottboellia papillosa
- Rottboellia paradoxa
- Rottboellia parodiana
- Rottboellia perforata
- Rottboellia pilosa
- Rottboellia pratensis
- Rottboellia protensa
- Rottboellia pubescens
- Rottboellia pulcherrima
- Rottboellia punctata
- Rottboellia purpurascens
- Rottboellia quaterna
- Rottboellia ramosa
- Rottboellia rariflora
- Rottboellia repens
- Rottboellia rhytachne
- Rottboellia robusta
- Rottboellia rottboellioides
- Rottboellia roxburghiana
- Rottboellia rugosa
- Rottboellia salina
- Rottboellia salsa
- Rottboellia salzmanni
- Rottboellia salzmannii
- Rottboellia sandorii
- Rottboellia sanguinea
- Rottboellia scorpioides
- Rottboellia selloana
- Rottboellia setacea
- Rottboellia setifolia
- Rottboellia setosa
- Rottboellia sibirica
- Rottboellia spathacea
- Rottboellia speciosa
- Rottboellia stigmosa
- Rottboellia stipoides
- Rottboellia stolonifera
- Rottboellia striata
- Rottboellia stricta
- Rottboellia subulata
- Rottboellia sulcata
- Rottboellia talboti
- Rottboellia tessellata
- Rottboellia thomaea
- Rottboellia thyrsoidea
- Rottboellia tongcalingii
- Rottboellia tonkinensis
- Rottboellia tranchelli
- Rottboellia triaristata
- Rottboellia trichantha
- Rottboellia triflora
- Rottboellia tripsacoides
- Rottboellia truncata
- Rottboellia tuberculosa
- Rottboellia uncinata
- Rottboellia undulatifolia
- Rottboellia uniflora
- Rottboellia vaginata
- Rottboellia villosa
- Rottboellia xerochloa
- Rottboellia yellow
- Rottboellia zea